# Bulgariska

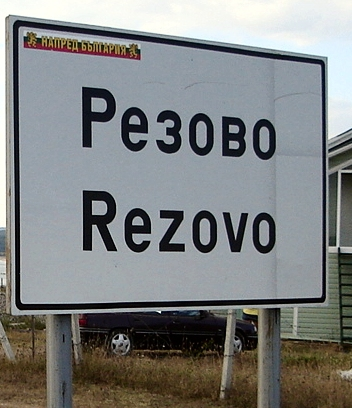
Skylt för staden Rezovo skrivet på bulgariska med latinsk transkription under.

Bulgariska (български) är ett sydöstslaviskt språk som talas i framförallt Bulgarien, där det är officiellt språk. Bulgariska är närmast besläktat med makedonska och skrivs med en variant av det kyrilliska alfabetet. Bulgariskan är det enda officiella språk inom EU som skrivs med det kyrilliska alfabetet. Medelbulgariskan påverkade starkt kyrkslaviskan och därigenom även det äldre ryska språket. I ryskan finns en hel del bulgariska lånord, hämtade från det gemensamma liturgiska språket kyrkslaviska, som är en form av fornbulgariska. Bulgariskan har genomgått en utveckling som gör att den grammatiskt skiljer sig mycket från de flesta slaviska språk, till exempel genom att kasusböjningen i stort sett avskaffats, bestämd artikel har utvecklats samt nya kategorier har tillkommit i verbsystemet.

## Historia

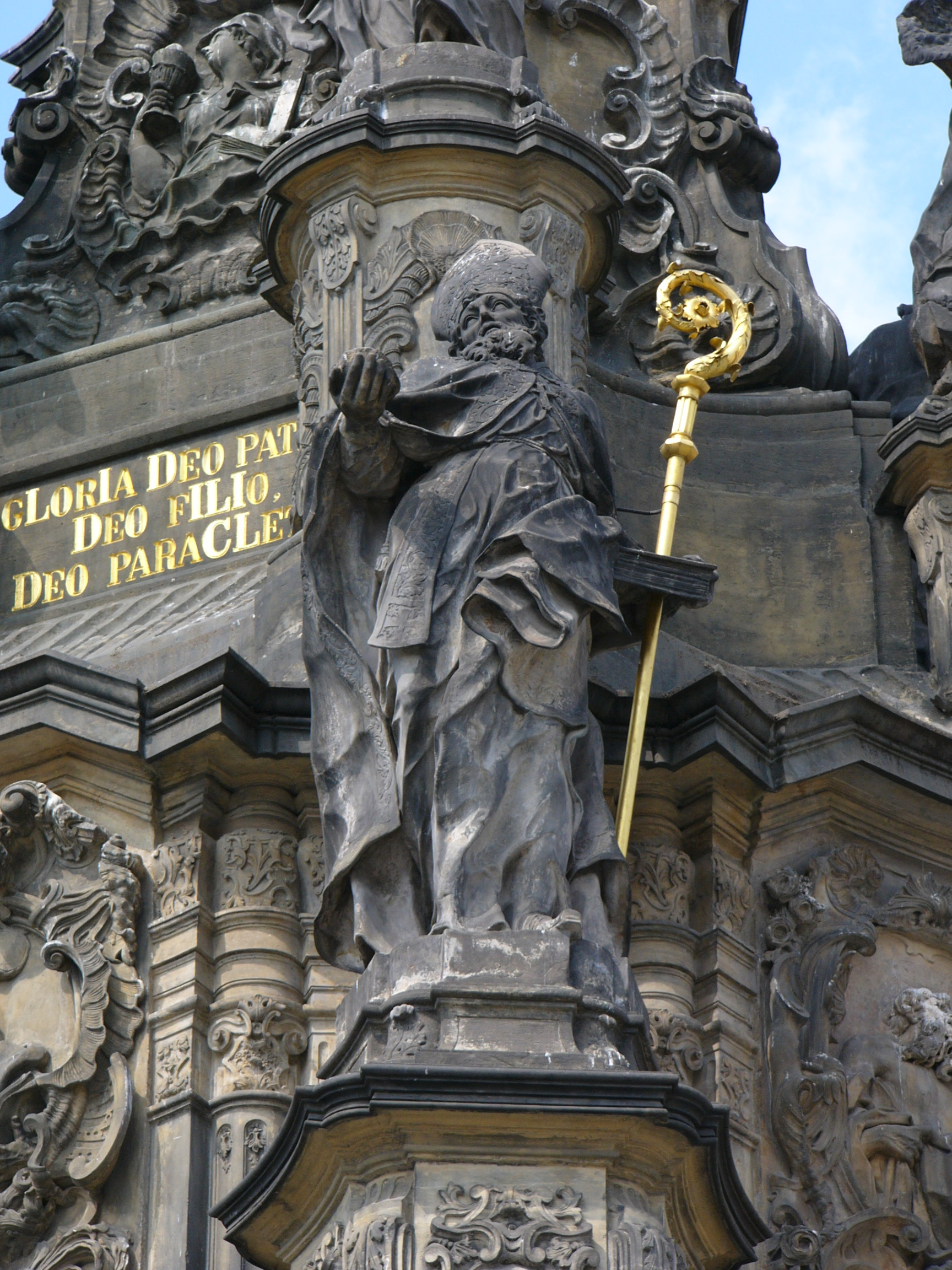
Sankt Kyrillos.

Det bulgariska språkets utveckling kan indelas i flera historiska perioder. Den förhistoriska perioden (i stort sett protoslavisk) inträffade mellan den slaviska invasionen av östra Balkan och Kyrillos och Methodios missionerande verksamhet i Stormähren på 860-talet. Fornbulgariska (800-talet till 1000-talet, även kallad fornkyrkoslaviska) var det språk som Kyrillos och Methodios och deras lärjungar använde för att översätta Bibeln och annan liturgisk litteratur från grekiska. Medelbulgariska (1100-talet till 1400-talet) var ett språk med rik litterär aktivitet och många innovationer. Nybulgariska räknas från 1500-talet och framåt. Det nuvarande skriftspråket standardiserades på grundval av 1800-talets bulgariska folkspråk. Bulgariskans historiska utveckling kan beskrivas som en förändring från ett mycket syntetiskt språk (fornbulgariskan) till ett typiskt analytiskt språk (nybulgariskan), med medelbulgariskan som mittpunkt i denna övergång.
Färre än 20 ord återstår i bulgariskan från protobulgarernas språk. Protobulgarerna var det centralasiatiska folk som flyttade in i nuvarande Bulgarien och efterhand övertog det lokala slaviska språket. Det protobulgariska språket var antingen ett turkspråk eller ett iranskt språk (skytiska) och är i övrigt inte besläktat med bulgariskan.
Fornbulgariskan var det första slaviska språk som finns belagt i skrift. Eftersom en slavisk språklig enhet fortfarande existerade under senantiken beskrivs detta språk i de äldsta handskrifterna som языкъ словяньскъ, "det slaviska språket". Under den medelbulgariska perioden ersattes gradvis detta namn med namnet языкъ блъгарьскъ, det "bulgariska språket". I vissa fall användes namnet языкъ блъгарьскъ inte bara om skrivarens medelbulgariska språk utan även om språket från den fornbulgariska perioden och till och med om det från tiden för Kyrillos och Methodios mission i Stormähren. Ett nämnvärt exempel på anakronism är Kyrillos predikan från Skopje (Скопски миней), en medelbulgarisk handskrift från 1200-talet från norra Makedonien, enligt vilken Kyrillos predikade med "bulgariska" böcker bland slaverna i Mähren. Det första omnämnandet av språket som "bulgariska" istället för "slaviska" kommer i det grekiska prästerskapets arbeten i det bulgariska ärkebiskopsdömet i Ohrid på 1000-talet, till exempel i den grekiska hagiografin om Sankt Clemens av Ohrid av Theofylaktos av Ohrid (sent 1000-tal).

## Allmänna kännetecknande drag
Bulgariskan uppvisar flera språkliga utvecklingar som skiljer det från andra slaviska språk, såsom avskaffandet av substantivböjning, utveckling av en bestämd artikel som hängs på substantivet som en ändelse, avsaknaden av verbformen infinitiv, och behållande och utveckling av det protoslaviska verbsystemet. Det finns olika verbformer för att uttrycka obevittnad, återberättad och betvivlad handling.
Bulgariskan är ett av balkanspråken, ett språkförbund som också omfattar den närbesläktade makedonskan samt grekiska, rumänska, albanska och vissa serbiska dialekter. De flesta av dessa språk delar några av de nämnda kännetecknande dragen (till exempel bestämd artikel, förlust av infinitiv, komplicerat verbsystem) och många fler. De verbformer som uttrycker "obevittnad handling" har förklarats med turkiskt inflytande av de flesta bulgariska språkforskare.

## Alfabetet

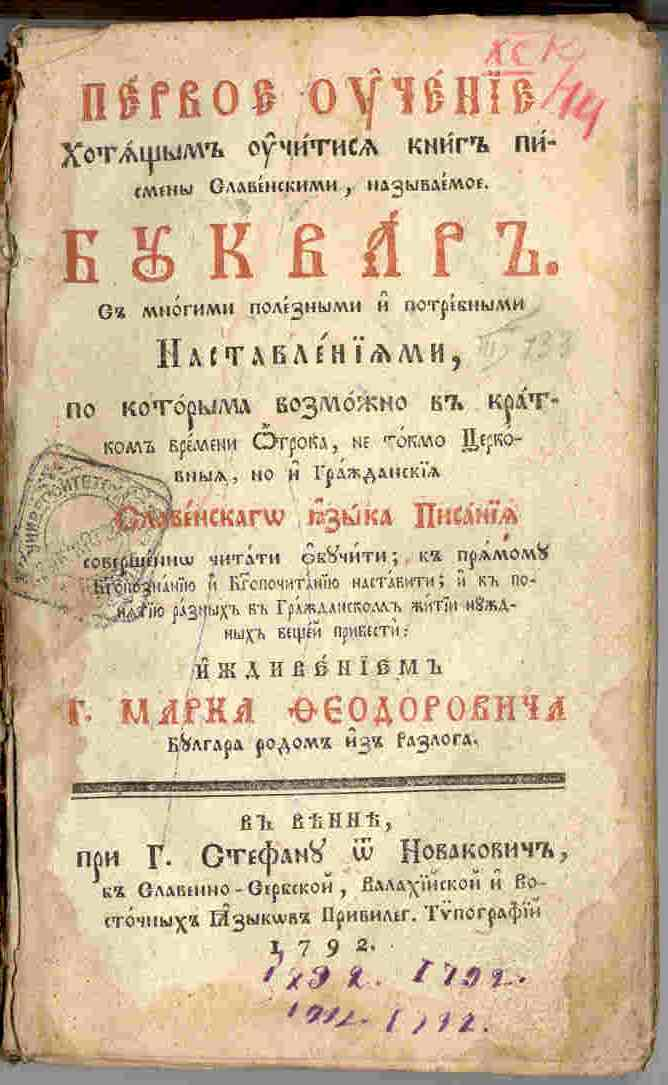
Dokument från 1792 skrivet på bulgariska

År 886 e.Kr. antog Bulgarien det glagolitiska alfabetet, som utvecklades av de bysantinska missionärerna Kyrillos och Methodios på 850-talet. Det glagolitiska alfabetet ersattes gradvis av det kyrilliska alfabetet under de kommande århundradena. Detta utvecklades kring den litterära skolan i Preslav i början av 900-talet. De flesta bokstäverna i det kyrilliska alfabetet lånades från det grekiska alfabetet, men de som inte hade några grekiska motsvarigheter var förenklade glagolitiska bokstäver.
Under inflytande av tryckta böcker från Ryssland ersatte Peter I:s "civila alfabet" det gamla medelbulgariska alfabetet i slutet av 1700-talet. Under försöken att skapa ett standardiserat skriftspråk för nybulgariskan användes olika kyrilliska alfabet med 28 till 44 bokstäver i början och mitten av 1800-talet, tills ett alfabet med 32 bokstäver, som föreslagits av Marin Drinov, blev framträdande på 1870-talet. Marin Drinovs alfabet användes sedan fram till stavningsreformen 1945 när bokstäverna jat (Ѣ, ѣ) [æː] och jus (Ѫ, ѫ) [ɔ̃] togs bort från alfabetet. Det nuvarande bulgariska alfabetet har därför 30 bokstäver.
Följande tabell visar bokstäverna i det bulgariska alfabetet med IPA-värden för varje bokstavs ljudvärde:
| А а /a/, / ɐ/ | Б б /b/      | В в /v/ | Г г /g/ | Д д /d/      | Е е /e/  | Ж ж /ʒ/ | З з /z/ | И и /i/  | Й й /j/  |
| К к /k/       | Л л /l/, /ɫ/ | М м /m/ | Н н /n/ | О о /ɔ/, /o/ | П п /p/  | Р р /r/ | С с /s/ | Т т /t/  | У у /u/  |
| Ф ф /f/       | Х х /x/      | Ц ц /ʦ/ | Ч ч /ʧ/ | Ш ш /ʃ/      | Щ щ /ʃt/ | Ъ ъ /ɤ̞/ | ь1 /ʲ/  | Ю ю /ju/ | Я я /ja/ |

1 palataliserar (muljerar) konsonanter före 'o'
De flesta bokstäver i det bulgariska alfabetet står för ett och endast ett fonem. Tre bokstäver uttrycker fonemkombinationer, nämligen щ (sjt), ю (ju) och я (ja). Två fonem har inga egna bokstäver, nämligen affrikatorna дж (dzj, som engelskt j i Jack) och дз (dz). Bokstaven ь uttalas inte, men palataliserar den föregående konsonanten före bokstaven о.

Ordet "Bulgarien" skrivet med kyrilliska alfabetet

### Translitterering
För att transkribera det bulgariska alfabetet till svenska används ofta ett system som liknar svensk transkribering av östslaviska språk:
| Kyrillisk bokstav | Svensk transkribering    |
| ----------------- | ------------------------ |
| А а               | a                        |
| Б б               | b                        |
| В в               | v                        |
| Г г               | g                        |
| Д д               | d                        |
| Е е               | e                        |
| Ж ж               | zj                       |
| З з               | z                        |
| И и               | i                        |
| Й й               | j                        |
| К к               | k                        |
| Л л               | l                        |
| М м               | m                        |
| Н н               | n                        |
| О о               | o                        |
| П п               | p                        |
| Р р               | r                        |
| С с               | s                        |
| Т т               | t                        |
| У у               | u                        |
| Ф ф               | f                        |
| Х х               | ch                       |
| Ц ц               | ts                       |
| Ч ч               | tj                       |
| Ш ш               | sj                       |
| Щ щ               | sjt                      |
| Ъ ъ               | ă (eller förenklat a)    |
| Ь ь               | j (i efter z, s och t)   |
| Ю ю               | ju (iu efter z, s och t) |
| Я я               | ja (ia efter z, s och t) |

Sedan 2006 använder den bulgariska staten officiellt direkt system för translitterering av bulgariska. Flera andra system används för translitterering till andra språk.

## Ljudlära

### Vokaler
Det bulgariska vokalsystemet består av följande åtta vokaler:
| Tecken | IPA      | X-SAMPA | Beskrivning                | Ungefärlig motsvarighet |
| ------ | -------- | ------- | -------------------------- | ----------------------- |
| и      | [i]      | [i]     | främre sluten orundad      | maskin                  |
| е      | [ɛ]      | [E]     | främre mellanöppen orundad | tenn                    |
| а      | [a], [ɐ] | [a]     | främre öppen orundad       | rast                    |
| ъ      | [ɤ̞]      | [7]     | mellansluten bakre orundad | pojke                   |
| у      | [u]      | [u]     | bakre sluten rundad        | bok                     |
| о      | [ɔ], [o] | [o]     | bakre mellanöppen rundad   | lår                     |

De bulgariska vokalerna kan grupperas i tre par efter deras läge: främre, centrala och bakre. Obetonade [a], [ɤ], [o], [u] tenderar att vara kortare och svagare än sina betonade motsvarigheter. [ɛ] och [i] reduceras dock inte på motsvarande sätt.

Tabell över vokaler i bulgariska

### Halvvokaler
Bulgariskan har en halvvokal: /j/, ungefär motsvarande ett svenskt j. /j/ kommer alltid omedelbart före eller efter en vokal. Halvvokalen uttrycks oftast i skrift med bokstaven й, som exempelvis i най /naj/ "mest" och тролей /trolɛj/ "trådbuss". Bokstäverna ю och я används emellertid också för att uttrycka ljudvärdet, till exempel ютия /jutijɐ/ "strykjärn". Efter en konsonant står ю och я för en palataliserad konsonant snarare än en halvvokal: бял /bʲal/ "vit".

### Konsonanter
Bulgariskan har totalt 33 konsonantfonem (se tabell nedan). Tre ytterligare fonem kan också påträffas: [xʲ], [ʣ] och [ʣʲ], men endast i utländska egennamn som Хюстън /xʲustən/ "Houston", Дзержински /dzεrʒinski/ "Dzerzjinskij" och Ядзя /jaʣʲa/, det polska namnet "Jadzia". De anses dock normalt inte som delar av bulgariskans fonembestånd. Efter kriteriet sonoritet kan de bulgariska konsonanterna indelas i 16 par (tonande<>tonlös). Den enda konsonant som saknar motsvarighet är den tonlösa velara frikativan [x].

#### Hårda och palataliserade konsonanter
De bulgariska konsonanterna б /b/, в /v/, г /g/, д /d/, з /z/, к /k/, л /l/, м /m/, н /n/, п /p/, р /r/, с /s/, т /t/, ф /f/, ц /ʦ/ kan uttalas antingen "hårt" eller "mjukt", palataliserat. De hårda och de palataliserade konsonanterna anses som olika fonem i bulgariskan. Konsonanterna ж /ʒ/, ш /ʃ/, ч /ʧ/ och дж /ʤ/ har inga palataliserade varianter, eftersom de är mjuka (palatala) konsonanter till sin natur i bulgariskan.
Att en konsonant är palataliserad utmärks alltid i skrift i bulgariskan. En konsonant är palataliserad om:
- den följs av mjuktecknet ь,
- den följs av bokstäverna я / ʲa/ eller ю / ʲu/;

(Я och ю används i alla andra fall för att representera /ja/ respektive /u/.)
Konsonanter är aldrig mjuka framför vokalerna /i/ och /ɛ/ i standardbulgariskan, men palatalisering framför dessa två vokaler är vanlig i östbulgariska dialekter. Undantaget från denna regel är л /l/, som alltid är mjuk före vokalerna /i/ och /ɛ/ i standardbulgariskan.

#### Palatalisering
Under palatalisering av de flesta hårda konsonanter (bilabiala, labiodentala och alveolara), lyfts den mellersta delen av tungan mot den hårda gommen (palatum), så att ett andra artikulationscentrum bildas genom vilket den särskilda palatala "klangen" i de mjuka konsonanterna åstadkoms. Artikulationen av alveolarerna /l/, /n/ och /r/ följer dock vanligen inte den regeln, utan den palatala klangen åstadkoms genom att artikulationsstället flyttas längre bakåt mot gommen så att /ʎ/, /ɲ/ och /rʲ/ egentligen är alveopalatala (postalvelolara) konsonanter. Mjuka /g/ och /k/ (/gʲ/ och /kʲ/) artikuleras inte på den mjuka gommen (velum) utan på den hårda gommen och anses vara palatala konsonanter.

#### Tabell över bulgariskans konsonanter
| kyrillisk skrift | IPA  | X-SAMPA | Beskrivning                                                                    | Ungefärlig motsvarighet                                   |
| ---------------- | ---- | ------- | ------------------------------------------------------------------------------ | --------------------------------------------------------- |
| б                | [b]  | [b]     | tonande bilabial klusil                                                        | bom                                                       |
| бьо/бю/бя        | [bʲ] | [b']    | palataliserad tonande bilabial klusil                                          | bjuda                                                     |
| в                | [v]  | [v]     | tonande labiodental frikativa                                                  | vas                                                       |
| вьо/вю/вя        | [vʲ] | [v']    | palataliserad tonande labiodental frikativa                                    | intervju                                                  |
| г                | [g]  | [g]     | tonande velar klusil                                                           | gem                                                       |
| гьо/гю/гя        | [gʲ] | [g']    | palataliserad tonande velar klusil                                             | högljudd                                                  |
| д                | [d]  | [d]     | tonande alveolar klusil                                                        | dag                                                       |
| дьо/дю/дя        | [dʲ] | [d']    | palataliserad tonande alveolar klusil                                          | medge                                                     |
| ж                | [ʒ]  | [Z]     | tonande postalveolar frikativa                                                 | tonande sje-ljud som i franska jour                       |
| дж               | [ʤ]  | [dZ]    | tonande postalveolar affrikata                                                 | som i engelska Jack                                       |
| з                | [z]  | [z]     | tonande alveolar frikativa                                                     | tonande s-ljud som i engelska zone                        |
| зьо/зю/зя        | [zʲ] | [z']    | palataliserad tonande alveolar frikativa                                       | som i engelska as you                                     |
| к                | [k]  | [k]     | tonlös velar klusil                                                            | katt                                                      |
| кьо/кю/кя        | [kʲ] | [k']    | palataliserad tonlös velar klusil                                              | Ack ja!                                                   |
| л                | [l]  | [l]     | lateral alveolar approximant                                                   | last                                                      |
| льо/лю/ля        | [ʎ]  | [L]     | palatal lateral approximant                                                    | älg                                                       |
| м                | [m]  | [m]     | bilabial nasal                                                                 | man                                                       |
| мьо/мю/мя        | [mʲ] | [m']    | palataliserad bilabial nasal                                                   | mjuk                                                      |
| н                | [n]  | [n]     | alveolar nasal                                                                 | nu                                                        |
| ньо/ню/ня        | [ɲ]  | [J]     | palatal nasal                                                                  | angöra                                                    |
| п                | [p]  | [p]     | tonlös bilabial klusil                                                         | park                                                      |
| пьо/пю/пя        | [pʲ] | [p']    | palataliserad tonlös bilabial klusil                                           | pjåsk                                                     |
| р                | [r]  | [r]     | alveolar tremulant                                                             | rullande (vibrerande) tungspets-r som i rikssvenska herre |
| рьо/рю/ря        | [rʲ] | [r']    | palataliserad alveolar tremulant (palatal tremulant; palatoalveolar tremulant) | rullande tungspets-r som i rikssvenska märg               |
| с                | [s]  | [s]     | tonlös alveolar frikativa                                                      | son                                                       |
| сьо/сю/ся        | [sʲ] | [s']    | palataliserad tonlös alveolar frikativa                                        | SJ                                                        |
| т                | [t]  | [t]     | tonlös alveolar klusil                                                         | tak                                                       |
| тьо/ тю/ тя      | [tʲ] | [t']    | palataliserad tonlös alveolar klusil                                           | matjord                                                   |
| ф                | [f]  | [f]     | tonlös labiodental frikativa                                                   | fas                                                       |
| фьо/фю/фя        | [fʲ] | [f']    | palataliserad tonlös labiodental frikativa                                     | fjun                                                      |
| х                | [x]  | [x]     | tonlös velar frikativa                                                         | Bach                                                      |
| ц                | [ʦ]  | [ts]    | tonlös alveolar affrikata                                                      | tsunami                                                   |
| цьо/цю/ця        | [ʦʲ] | [ts']   | palataliserad tonlös alveolar affrikata                                        | äts djur?                                                 |
| ч                | [ʧ]  | [tS]    | tonlös postalveolar affrikata                                                  | Tjetjenien                                                |
| ш                | [ʃ]  | [S]     | tonlös postalveolar frikativa                                                  | äsch                                                      |

### Betoning
Bulgariskans ordaccent är dynamisk. Betonade stavelser är starkare och längre än obetonade. Betoningen är också fri och rörlig; den kan ligga på vilken stavelse som helst i ett flerstavigt ord och positionen kan variera i böjningar och avledningar, till exempel мъж /m'ɤ̞ʒ/ "man", мъжът /mɤʒ'ɤ̞t/ "mannen". Bulgariskans ordaccent är också fonematisk (särskiljande); till exempel skiljs в'ълна /v'ɤ̞lnɐ/ "ull" och вълн'а /vɤln'a/ "våg" åt enbart av ordaccent.

## Morfologi

### Nominalböjning
Substantiv, adjektiv och pronomen böjs efter genus, numerus, kasus (i mycket begränsad omfattning) och bestämdhet i bulgariskan. Adjektiv och adjektiviska pronomen kongruerar med substantiv i numerus och genus.

#### Genus
Det finns tre grammatiska genus i bulgariskan: maskulinum, femininum och neutrum. Ett substantivs genus kan till stor del avgöras efter dess slut. Det stora flertalet bulgariska substantiv som slutar på konsonant är maskulina (till exempel град “stad”, син “son”, мъж “man”). Feminina substantiv omfattar nästan alla substantiv som slutar på –а/–я (жена “kvinna”, дъщеря “dotter”, улица “gata”), en stor grupp substantiv som slutar på konsonant och uttrycker egenskap, grad eller en abstraktion, inklusive alla substantiv som slutar på –ост/–ест (мъдрост “visdom”, низост “vidrighet”, прелест "ljuvlighet", болест "sjukdom", любов “kärlek”), och en annan, mycket mindre grupp oregelbundna substantiv som slutar på konsonant och står för konkreta saker (кръв “blod”, кост “ben”, вечер “kväll”). Substantiv som slutar på –е, –о är nästan uteslutande neutrala (дете “barn”, езеро “sjö”). Det samma gäller en begränsad mängd lånord som slutar på –и, –у och –ю (цунами "tsunami", табу "tabu", меню "meny"). Substantiv i plural har inga genus.

#### Numerus
Två numerus urskiljs i bulgariskan – singular och plural. Maskulina substantiv har en särskild räkneform med kardinaltal, som kommer från protoslaviskans dualis: двама/трима ученика (två/tre elever) gentemot тези ученици (dessa elever); jämför feminina две/три/тези жени (två/tre/dessa kvinnor) och neutrum две/три/тези деца (två/tre/dessa barn). En nyligen utvecklad språklig norm innebär dock att räkneformerna bara får användas för maskulina substantiv som inte syftar på personer. Alltså anses двама/трима ученици som mer korrekt än двама/трима ученика, medan skillnaden upprätthålls i fall som два/три молива (två/tre pennor) gentemot тези моливи (dessa pennor). Plural bildas med ett antal olika ändelser. Undantag, oregelbunden böjning och alternativa pluralformer är mycket vanliga.

#### Kasus
Det komplicerade protoslaviska kasussystemet är nästan helt upplöst i nybulgariskan. Välbevarade spår av det finns bara i personliga pronomen och det maskulina personliga interrogativa pronomenet кой (“vem”), som har olika former för nominativ, ackusativ och dativ. Vokativformer används fortfarande för maskulina och feminina substantiv (men inte för neutrala), men ändelser hos maskulina substantiv bestäms enbart efter det substantivets stamslutskonsonant. I alla andra fall har det protoslaviska kasussystemet ersatts av prepositionskonstruktioner eller andra syntaktiska konstruktioner.

#### Bestämdhet (artikel)
En utveckling i bulgariskan som skiljer den från de flesta slaviska språk är kategorin bestämdhet. Bestämdhet uttrycks med bestämd artikel som placeras i slutet av substantivet (obestämd form: човек, “man”; bestämd form: човекът, “mannen”) eller den första substantiviska beståndsdelen i bestämda nominalfraser (obestämd form: добър човек, “en god man”, bestämd form: добрият човек, “den gode mannen”), på ungefär samma sätt som i nordiska språk (exempelvis svenskan) eller rumänskan. Det finns fyra ändelser för bestämd form i singular: –ът/–ят (“–ɤt /–jɐt”) för maskulina substantiv som är grammatiska subjekt, –а/–я för maskulina substantiv som är grammatiska objekt, –та för feminina substantiv, och –то för neutrala substantiv. 
Bestämd form i plural uttrycks med –те för maskulina och feminina substantiv och –тa för neutrala substantiv. Hos adjektiv uttrycks bestämd form med ändelserna –ят/–я för maskulina, –та för feminina, –то för neutrala och –те för plurala substantiv.

### Verbböjning

#### Finita verbformer
Finita verbformer i bulgariskan är enkla eller sammansatta och kongruerar med subjektet efter person (första, andra och tredje) och numerus (singular och plural). Dessutom uppvisar sammansatta former som använder particip genus i singular (maskulinum, femininum, neutrum). Det finns tre tempus i indikativ — presens, förfluten tid och futurum — vilka, tillsammans med andra kategorier, bildar nio former:
- presens (сегашно време) är en enkel omarkerad form som bildas av verbstammen med stamsuffix (/e/, /i/ eller /a/) och person/numerus-ändelsen (уча "jag studerar")
- imperfektum (минало несвършено време) är en enkel verbform som används för att uttrycka en handling som är samtidig med eller underordnad andra handlingar i det förflutna. Den bildas av verbstammen i presens med stamsuffix (/e<>ja/) och person/numerus-ändelsen (учех "jag höll på att studera")
- aorist (минало свършено време) är en enkel form som används för att uttrycka en tidsmässig oberoende, särskild handling i det förflutna. Den bildas av aoriststammen och person/numerus-ändelsen (учих "jag studerade")
- futurum (бъдеще) är en sammansatt form som bildas med partikeln ще och presens (ще уча "jag kommer att studera"). Negation uttrycks med konstruktionen няма да och presens (няма да уча "jag kommer inte att studera")
- perfektum (минало неопределено време) är en sammansatt form som används för att uttrycka en handling som fullbordades i det förflutna men är relevant för eller relaterad till nutiden. Den bildas av presens av verbet съм "vara" och aorist particip aktivum (учил съм "jag har studerat")
- pluskvamperfektum (минало предварително време) är en sammansatt form som används för att uttrycka en handling som fullbordades i förfluten tid och står i förhållande till en annan handling i förfluten tid. Den bildas med imperfektum av verbet съм "vara" och aorist particip aktivum (бях учил "jag hade studerat")
- futurum exactum (бъдеще предварително време) är en sammansatt form som används för att uttrycka en handling som kommer att fullbordas i framtiden före en annan framtida handling. Den bildas med futurum av verbet съм "vara" och aorist particip aktivum (ще съм учил "jag kommer att ha studerat")
- futurum praeteriti (бъдеще време в миналото) är en sammansatt form som används för att uttrycka en handling som skulle fullbordas i det förflutna men var framtida i förhållande till en annan handling i det förflutna. Den bildas med imperfekt av verbet ща "vilja", partikeln да "att" och presens av verbet (щях да уча "jag stod i begrepp att studera")
- futurum exactum praeteriti (бъдеще предварително време в миналото) är en sammansatt form som används för att uttrycka en handling i det förflutna som själv föregår en annan handling i det förflutna. Den bildas med futurum praeteriti av ща "vilja", partikeln да "att", presens av verbet съм "vara" och aorist particip aktivum av verbet (щях да съм учил "jag skulle ha studerat")

Konditionalis (условно наклонение) i bulgariskan är en sammansatt form som använder aoristformen av stammen би- (“vara”) och aorist particip aktivum (бих учил, “jag skulle studera”). Imperativ (повелително наклонение) kan uttryckas både med enkla och sammansatta former. Det finns enkla former för andra person med ändelserna -и/-й för singular och -ете/-йте för plural, till exempel уча "att studera": учи, singular, учете, plural; играя "att leka": играй, играйте. Det finns sammansatta former för alla personer och numerus. Bulgariskan har utvecklat ett särskilt modus för obevittnade händelser, så kallad narrativ, som har fem tempus.
Bulgariskans verb uttrycker aspekt: perfektiva verb betecknar fullbordandet av verbalhandlingen, medan imperfektiva verb är neutrala rörande fullbordandet. De flesta bulgariska verb har perfektiv-imperfektiva par (imperfektiv<>perfektiv: идвам<>дойда “komma”, уча<>науча “studera”). Perfektiva stammar bildas vanligen av imperfektiva stammar genom tillsats av suffix eller prefix.

#### Infinita verbformer
Protoslaviskans infinitiv och supinum har ersatts av fraser med да (“att”) och presens (искам да уча, “jag vill studera”). Bulgariskan har följande particip:
- presens particip aktivum (сегашно деятелно причастие) bildas av imperfektiva presensstammar med tillägg av suffixen –ащ/–ещ (учащ, “studerande”, även “en studerande, en student”). Det används endast attributivt.
- imperfektum particip aktivum (минало несвършено деятелно причастие) bildas av imperfektiva presensstammar med tillägg av suffixen –ел–/–ал– (учел, “studerade”). Det används endast i återberättat modus (narrativ) och är en bulgarisk innovation.
- aorist particip aktivum (минало свършено деятелно причастие) bildas av aoriststammar med tillägg av suffixet –л– (учил, “studerade”). Det används attributivt och i sammansatta verb.
- preteritum particip passivum (минало страдателно причастие) bildas av aoriststammar med tillägg av suffixen –(е)н–/–т– (учен, “studerad”). Det används predikativt och attributivt.
- gerundium (деепричастие) bildas av imperfektiva presensstammar med suffixet –(е)йки (учейки, “medan han studerar”). Gerundium uttrycker en handling som är samtidig med och underordnad huvudverbet och är en västbulgarisk form.

## Ordförråd
Den största delen av nybulgariskans ordförråd består av avledningar av återspeglingar av ungefär 2000 ord som ärvts från protoslaviskan genom förmedling av forn- och medelbulgariskan. Det protobulgariska språkets inflytande är relativt obetydligt, och färre än 200 ord av protobulgariskt ursprung har överlevt in i nybulgariskan. Arvorden i bulgariskan (både från protoslaviska och protobulgariska) uppgår till 70 till 75 procent av språkets ordförråd.
De kvarvarande 25 till 30 procenten är lånord från ett antal språk, samt avledningar av sådana ord. De språk som har bidragit mest till bulgariskan är latin och grekiska (mestadels internationell terminologi), och i mindre utsträckning franskan och ryskan. Det stora flertalet av de många lånorden från turkiskan (och via turkiskan från arabiskan och persiskan) som infördes i bulgariskan under den långa perioden av osmanskt styre har till stor del ersatts av inhemska termer eller lån från andra språk. Liksom är fallet med många andra språk har engelskan haft det största inflytandet över bulgariskan under de senaste årtiondena.

## Syntax
Bulgariskan har några syntaktiska särdrag som skiljer det från de flesta andra slaviska språk. Den använder prepositioner i stället för kasusböjning (med undantag för vokativ och vid pronomen) vilket leder till att ordföljden inte är lika fri. Speciellt för bulgariskan är även narrativ ("återberättningsmodus") samt att infinitiv ersätts av bisatser.
Аз го дадох подаръка на майка ми
(lit. "Jag gav den presenten till min mamma")
Аз ѝ го дадох подаръка на майка ми
(lit. "Jag gav henne presenten till min mamma")
Fenomenet är obligatoriskt när inversionen signalerar information:
Подаръка (ѝ) го дадох на майка ми
(lit. "Presenten (till henne) det jag gav till min mamma")
На майка ми ѝ (го) дадох подаръка
(lit. "Till min mamma till henne (det) Jag gav presenten").
Det är också obligatoriskt i kasus som inkluderar speciella uttryck som använder kort ackusativ och dativ pronomen, som играе ми се (jag känner för att leka), студено ми е (jag är förkyld), боли ме ръката (min arm gör ont):
На мен ми се спи, а на Иван му се играе.
На нас ни е студено, а на вас ви е топло.
Иван го боли гърлото, а мене ме боли главата.

## Vanliga uttryck
- Здравей (zdravéi) – Hallå
- Здрасти (zdrásti) – Hej
- Добро утро (dobró útro) – God morgon
- Добър ден (dóbər dén) – God dag
- Добър вечер (dóbər vécher) – God kväll
- Лека нощ (léka nósht) – God natt
- Довиждане (dovízhdane) – Hejdå
- Кой си ти? (kói si ti) (informell, maskulin) – Vem är du?
- Коя си ти? (kоiá si ti) (informell, feminin) – Vem är du?
- Кой сте Вие? (kói ste víe) (formell, maskulin) – Vem är Du?
- Коя сте Вие? (kоiá ste víe) (formell, feminin) – Vem är Du?
- Кои сте вие? (kоí ste víe) (plural form) - Vilka är ni?
- Как си? (kák si) (informell) – Hur mår du?
- Как сте? (kák sté) (formell, också plural form) - Hur mår Du/Ni/ni?
- Да (dá) - Ja, Jo
- Не (né) - Nej
- Може би (mózhé bí) - Kanske
- Какво правиш? (kakvó právish) (informell) – Vad gör du?
- Какво правите? (kakvó právite) (formell, och plural form) - Vad gör Du/Ni/ni?
- Добре съм (dobré səm) – Jag mår bra
- Всичко (най-)хубаво (vsíchko (nai-)húbavo) – Allt väl
- Поздрави (pózdravi) – Hälsningar
- Благодаря (blagodaryə́) (formell and informell) – Tack
- Моля (mólia) – Ingen orsak / Var snäll och... ("please")
- Извинете! (izvinéte) (formell) – Ursäkta!
- Извинявай! (izvinyávai) (informell) – Ursäkta!
- Колко е часът? (kólko e chasə́t) – Hur mycket är klockan?
- Говорите ли ...? (govórite li...) – Talar du ...?

...английски (anglíski) – engelska
...български (bə́lgarski) – bulgariska
...немски (némski) – tyska
...руски (ruski) - ryska
...холандски (holándski) – holländska
...гръцки (grə́tski) – grekiska
...италиански (italiánski) – italienska
...испански (ispánski) – spanska
...френски (frénski) – franska
...японски (iapónski) – japanska
...китайски (kitáiski) – kinesiska
...корейски (koréiski) – koreanska
...шведски (shvétski) – svenska
...датски (dátski) - danska
- Ще се видим скоро (shté sé vídim skóro) - Vi ses snart
- Ще се видим утре (shté sé vídim útre) - Vi ses imorgon

Lånord som används ibland:
- Мерси (mersi) - Tack ; från franska
- Чао (chao) - Hejdå ; från italienska
- Cупep (super) - Super ; (från engelska; notera - "Super" behåller samma betydelse ifråga om kvantitet och genus)